# David Bowman
David «Dave» Bowman es un personaje de la saga de novelas Odisea espacial. Aparece por primera vez en la novela original de Arthur C. Clarke llamada 2001: A Space Odyssey, que fue desarrollada en paralelo con el guion de la película del mismo título, cuyos créditos incluyen, además de a Clarke, al director del filme, Stanley Kubrick. 

## Sobre el personaje

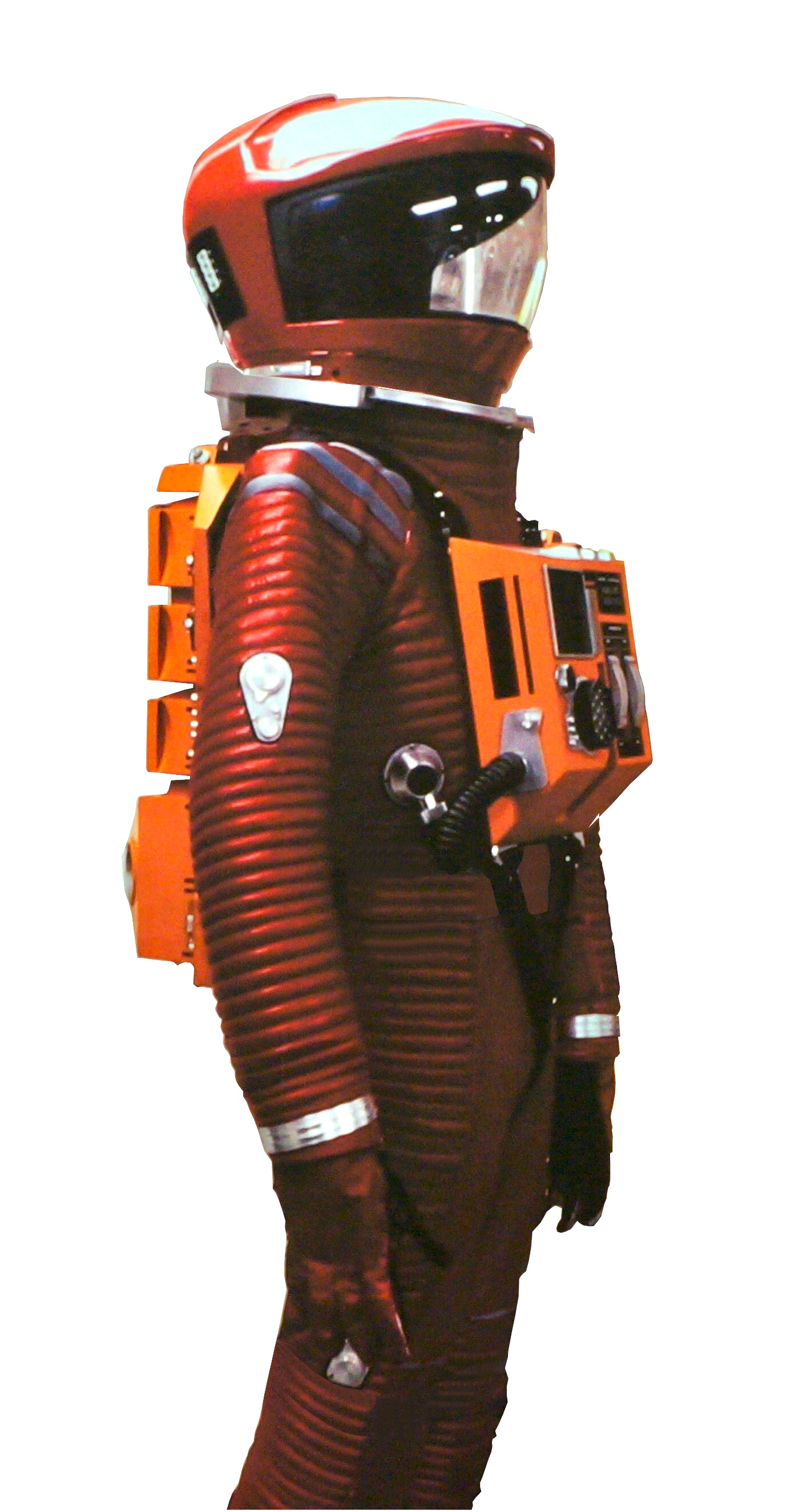
Traje usado por Keir Dullea para interpretar al astronauta Bowman.

Los astronautas exhiben un comportamiento absolutamente profesional y racional sin ningún matiz emocional.
Bowman es un joven ingeniero y astronauta de mentalidad estructurada, imperturbable y emocionalmente frío que solo sigue el raciocinio lógico de su entrenamiento como astronauta.
El personaje aparece nuevamente en la secuela del libro, 2010: Odisea dos, así como en su adaptación cinematográfica, 2010: The Year We Make Contact, de Peter Hyams. El personaje regresa en breves pero importantes apariciones en los dos libros restantes de la saga, 2061: Odisea tres y 3001: Odisea final.
En las dos películas, el personaje es interpretado por Keir Dullea.